# Consolea falcata
Consolea falcata es una especie de planta suculenta perteneciente al género Consolea, dentro de la familia Cactaceae. Es endémica del noroeste de Haití y los individuos maduros son pequeños en comparación con otras especies del género.

## Descripción

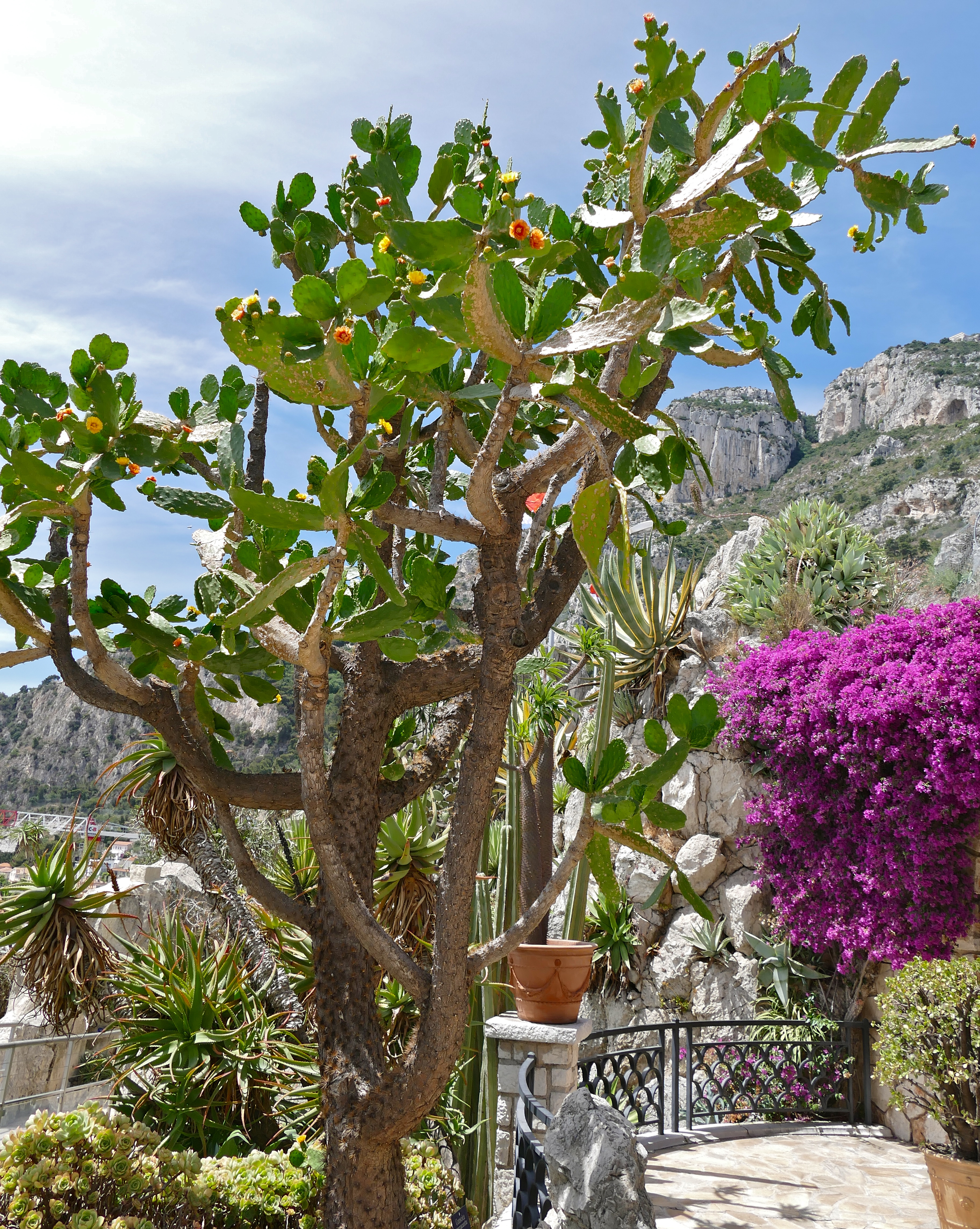
Vista de la planta

Consolea falcata es una especie de cactus crece en forma de árbol y alcanza alturas de hasta 1,5 m.  Forma un tronco bien desarrollado, del que surgen ramas segmentadas de color verde oscuro brillante, planas y en forma de hoz. Miden hasta 35 cm de largo y 9 cm de ancho, y aunque en la superficie tiene pequeñas protuberancias, éstas no forman un patrón reticular. 
Sobre los tallos se asientan areolas que presentan gloquidios, pelos y de 2 a 8 espinas en forma de aguja de 1 a 4 cm de largo. Son ásperas, de color amarillento a marrón claro y pueden estar ausentes. 

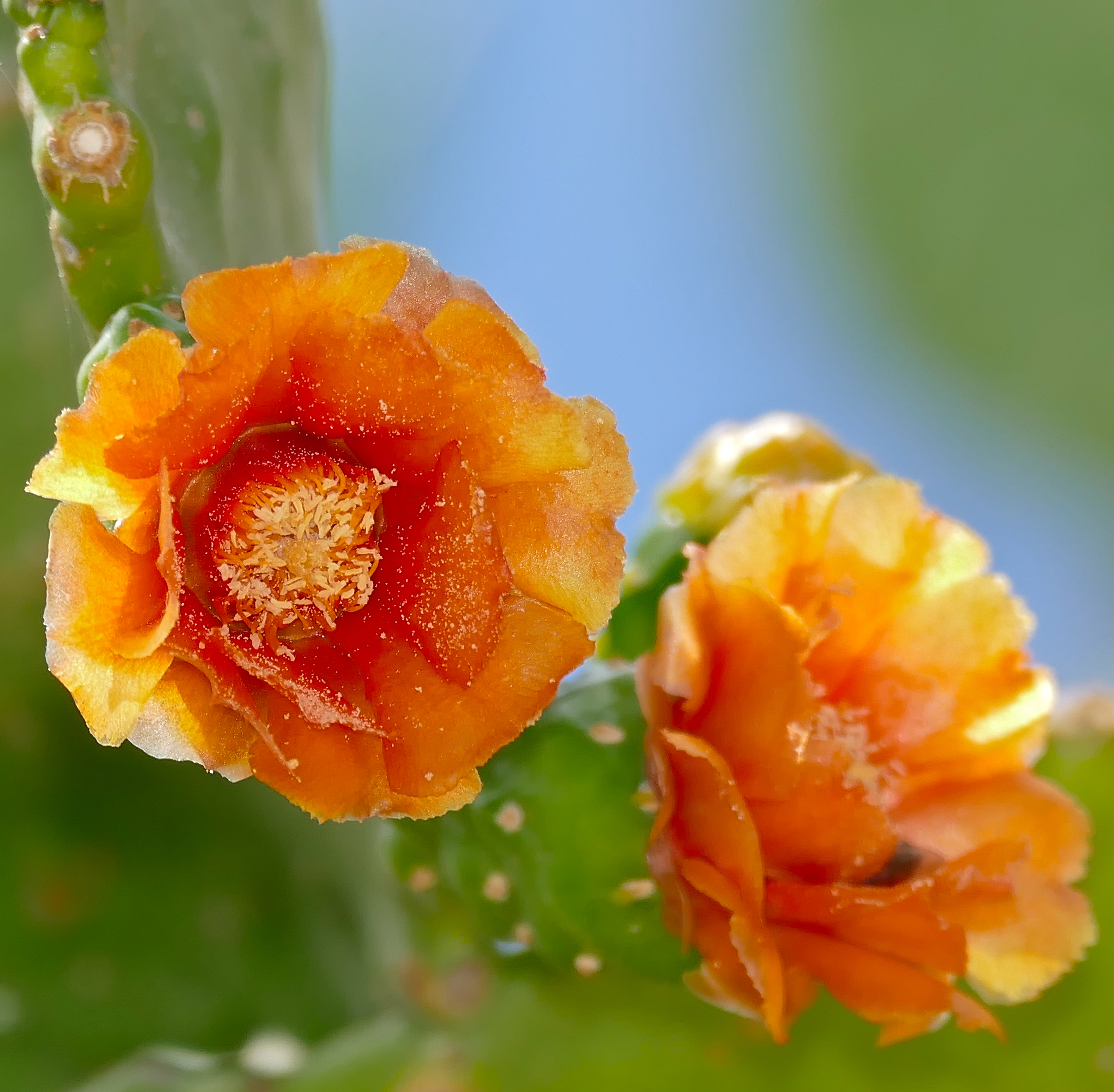
Detalle de las flroes

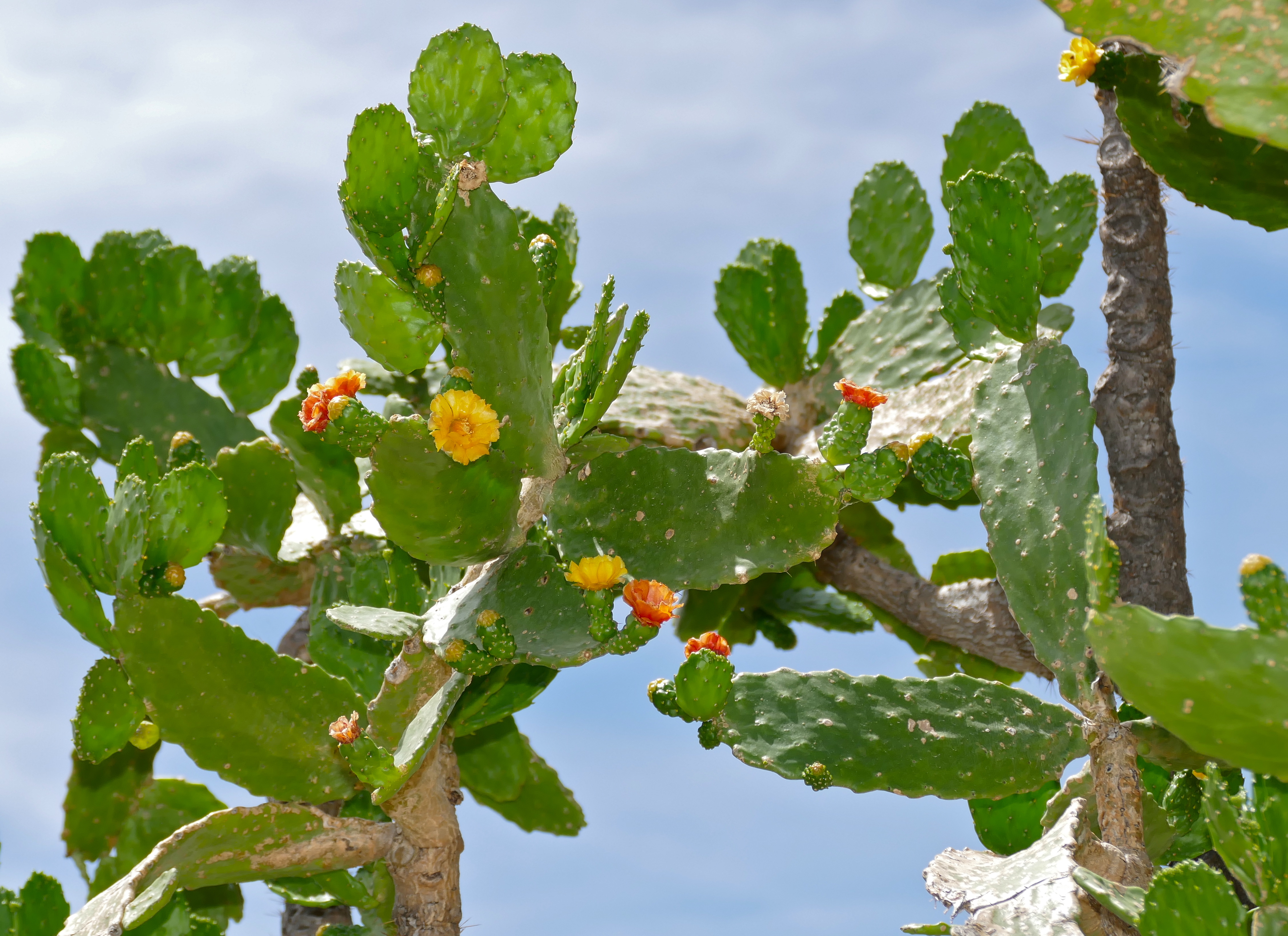
Planta en flor

Las flores son de color amarillo anaranjado, se abren durante el día y tienen un diámetro de 2 a 5 cm.

## Distribución y hábitat
El área de distribución nativa de esta especie es el noroeste de Haití y crece principalmente en el bioma tropical estacionalmente seco, desarrollándose sobre suelos calizos costeros desnudos sin vegetación.

## Taxonomía
La primera descripción de esta especie fue como Opuntia falcata, publicada en 1931 por los botánicos Erik Leonard Ekman y Erich Werdermann en la revista científica Repertorium Specierum Novarum Regni Vegetabilis 29: 228.
Posteriormente, el botánico danés Frederik Marcus Knuth colocó la especie en el género Consolea, pasando a llamarse Consolea falcata y anotando estos cambios en el libro ilustrado Kaktus-ABC: 146 en el año 1936.
Etimología
- Consolea: nombre genérico otorgado en honor al botánico italiano Michelangelo Console, un inspector del Jardín Botánico de Palermo.
- falcata: epíteto específico latino que significa "con forma de hoz", haciendo referencia a la forma de las secciones del los tallos.[6]

## Estado de conservación
En la Lista Roja de Especies Amenazadas de la UICN, la especie está clasificada como en “Peligro Crítico (CR)”.

## Usos

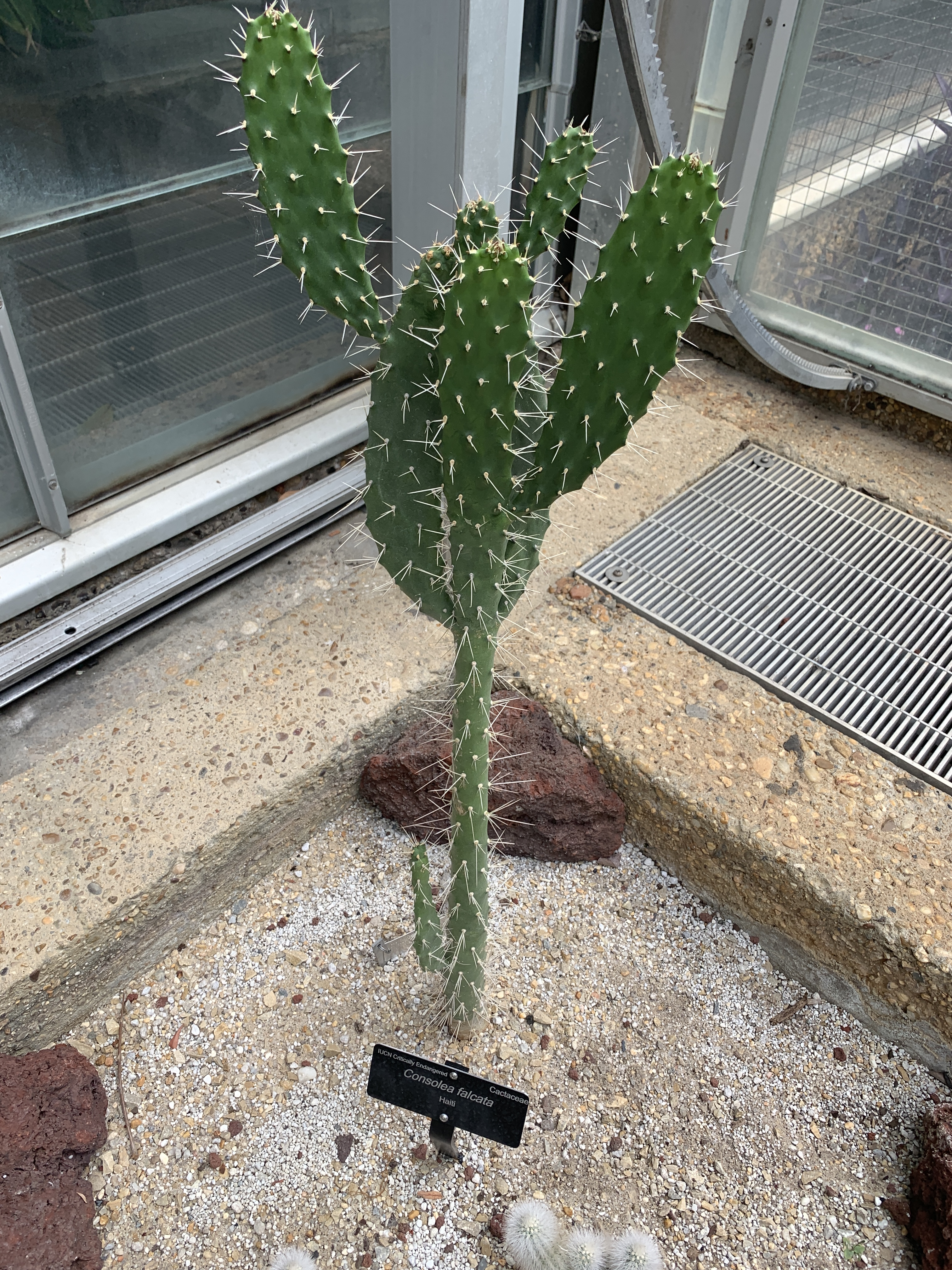
Cultivo

Se cultiva principalmente como planta ornamental y su propagación se realiza a través de esquejes o semillas.